# ウィーン・ルートヴィヒ財団近代美術館

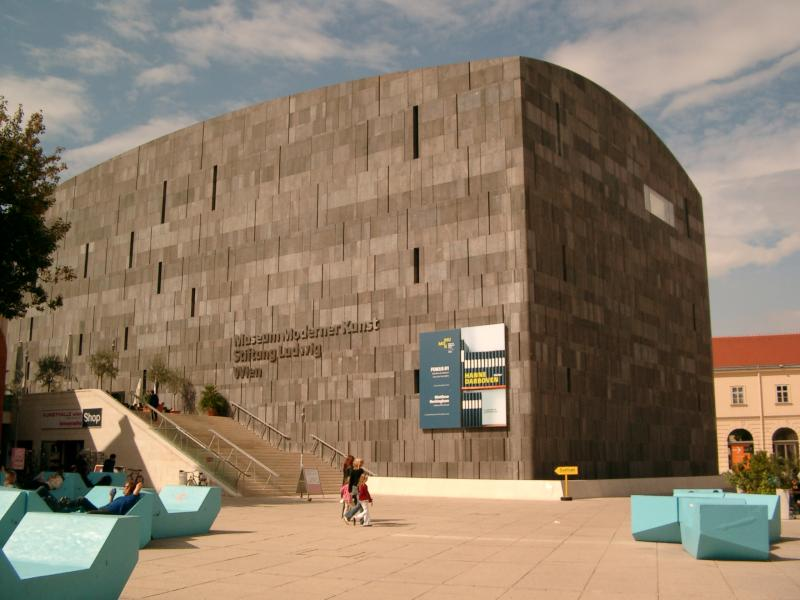
ウィーン・ルートヴィヒ財団近代美術館

ウィーン・ルートヴィヒ財団近代美術館(ドイツ語: Museum Moderner Kunst Stiftung Ludwig Wien、略称MUMOK)は、オーストリア、ウィーンのミュージアムクォーターにある美術館。この美術館は、近代美術、現代美術の10,000点のコレクションを有しており、その中にはアンディ・ウォーホル、パブロ・ピカソ、ヨーゼフ・ボイス、ナム・ジュン・パイク、ヴォルフ・フォステル、ゲルハルト・リヒター、ジャスパー・ジョーンズやロイ・リキテンスタインらの代表的な作品も含まれている。230点以上の美術作品は、ドイツの実業家で美術収集家ペーター・ルートヴィヒとその妻イレーネから1981年に寄贈されたものである。この表面を石で覆われたこの美術館の建物は、オーストリアの建築事務所オルトナー&オルトナーにより設計されたもので、2001年に完成した。MUMOKは、定期的に企画展示を開催しており、なかでもウィーン行動主義派の大規模なコレクションはよく知られている。